# 马诺诺岛
马诺诺岛（英語：Manono Island）是大洋洲萨摩亚的一个岛屿，位于萨瓦伊岛与乌波卢岛之间的阿波利马海峡中。该岛面积3km²，距乌波卢岛最西端（Lefatu Cape）3.4公里。它是艾加伊勒泰区的一部分。
该岛人口773，分为4个村： 
- Apai, 西部 (102)
- Faleu, 南部 (329)
- Lepuia'i, 西南部 (184)
- Salua, 北部 (158)

马诺诺岛是萨摩亚人口在该国全部岛屿中列第三位。该岛不允许养狗，也没有汽车。